# Marie Tereza Rakouská (1684–1696)
Marie Tereza Rakouská (22. srpna 1684 – 28. září 1696) byla dcera rakouského císaře Leopolda I. a jeho třetí manželky Eleonory Magdaleny Falcko-Neuburské.
Narodila se v paláci Hofburg ve Vídni jako císařova čtvrtá dcera. Ve věku 12 let zemřela na neštovice v paláci Ebersdorf. Byla pohřbena v Císařské hrobce.